# Maestro de Estopiñán

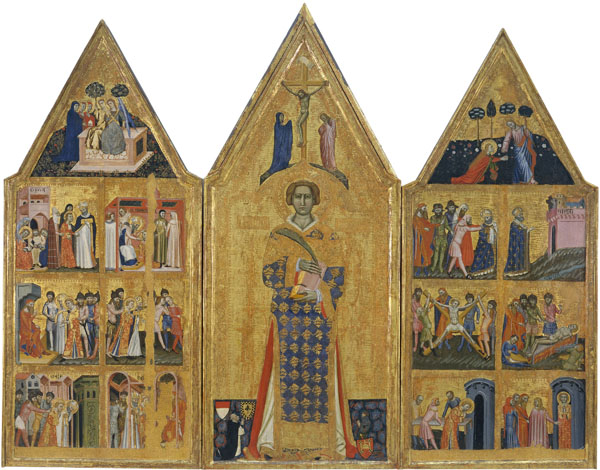
Retablo de San Vicente, única obra atribuida a este autor.

El Maestro de Estopiñán fue un pintor, posiblemente italiano, activo en Aragón o Cataluña en el segundo tercio del siglo XIV. Fue el autor del Retablo de San Vicente de Estopiñán del Castillo (Huesca), conservado en el Museo Nacional de Arte de Cataluña.
Su procedencia ha sido siempre cuestionada, llegándose a dar nombres de artistas como el del pintor aragonés Ramón Torrent, artista que falleció en 1325. También se nombró como posible autor al pintor catalán Bernat Pou, activo en ese tiempo en la ciudad de Balaguer. Estas hipótesis obligaban a datar al autor en el primer cuarto del siglo XIV. Pero, ante todo, se debía pensar en un pintor que conociera la pintura de Italia y más concretamente a Giotto, que es con el que más semblanza tiene el estilo de la obra del Retablo de San Vicente.
Por esta causa se asociaba el retablo a un artista que lo más probable es que fuera de origen italiano, incluso Josep Gudiol i Cunill llegó a señalarlo como procedente de Florencia, teoría que siguió más tarde José Gudiol Ricart adjudicando a la obra la autoría de un toscano residente en Lérida a mediados del siglo XIV. Todas estas teorías se confirman por parte de Joan Ainaud de Lasarte cuando trata de identificar al maestro de Estopiñán con un pintor florentino llamado Rómulo que se encuentra documentado en Huesca y que en 1367 recibe un encargo de un retablo por parte de unos dominicos.